# 木枯しの少女
「木枯しの少女」（こがらしのしょうじょ、She's My Kind of Girl）は、後にABBAを結成することになるベニー・アンダーソンとビョルン・ウルヴァースが共作し、演奏した楽曲。
後にABBAが結成されるきっかけとなった。

## 1970年のリリース
ジョセフ・W・サルノが監督した1971年のソフト・ポルノ『Inga II: The Seduction of Inga（ただれた関係）』のために書かれ、1969年の11月か12月に、 Europafilm のスタジオで録音されたものと思われる。1970年3月に、ビョルン&ベニーのデビュー・シングルとして、同様に映画で使われた「インガのテーマ (Inga's Theme)」をB面に収めてポーラー・ミュージックからスウェーデンで、フランスでリリースされた。
このシングルに収録された2曲は、同年にリリースされたデビュー・アルバム『リッカ (Lycka)』には収められなかったが、2006年に出たこのアルバムのリイシューCDには「インガのテーマ」とともにボーナス・トラックとして収録された。
なお、この曲は擬似ステレオ音源のみが知られており、モノラル音源の所在は知られていない。

## 日本でのヒット
スウェーデン盤の発売から2年後の1972年、日本で発売されてヒットした、一説には、ナンバー1のヒットとなり、50万枚を売り上げたともいわれるが、オリコンのチャートのデータによれば、週間チャート最高6位、18万8千枚以上を売り上げたとされている。このヒットによってビョルン&ベニーは、1972年11月に東京で開催された第3回世界歌謡祭に招かれ、この時ふたりはフリーダとアグネッタを一緒に連れて行った。
この曲が日本でヒットした当時、南沙織は、洋楽カバー・アルバム『哀愁のページ』でこの曲を取り上げた。

## ABBAの楽曲として
1973年にビョルン&ベニー、アグネッタ&フリーダ (Björn & Benny, Agnetha & Frida) 名義で出されたABBAの「リング・リング」（英語版）のスウェーデン盤シングルのB面にこの曲が収められた。初期のABBAのアルバムには、この曲は収録されなかったが、一部の国々では、ABBA結成以前に録音されたこの曲が、同じくビョルン&ベニー、アグネッタ&フリーダ名義で出されたアルバム『リング・リング』に収録された。

## チャート
| チャート（1972年） | 最高位 |
| ------------------ | ------ |
| 日本 オリコン      | 6      |

| チャート（1972年） | 順位 |
| ------------------ | ---- |
| 日本 オリコン      | 62   |

| 地域          | 売上     |
| ------------- | -------- |
| 日本 オリコン | 188,000+ |